# Jeugdcultuur
Jeugdcultuur is het geheel van culturele uitingen en belevingen dat specifiek leeft in jongerengroepen. Een jeugdcultuur is niet zomaar een jongerengroep, maar zij heeft als extra kenmerk dat er sprake is van normen en waarden, die vorm krijgen in taal, kleding, lichaamsversiering (kapsels, tattoo's, piercings) en muziek. Een jeugdcultuur kent dus een binnenkant en een buitenkant.
Jeugdculturen kunnen voor jongeren een middel zijn om een (sociale) identiteit te ontwikkelen. Door diverse ontwikkelingen na de Tweede Wereldoorlog zoals ontzuiling en ontkerkelijking van een toen als gevolg van de geboortegolf numeriek plots sterk vertegenwoordigde jeugd, die daardoor ook voor het eerst een economisch relevante groep vertegenwoordigde is de identiteitsontwikkeling van jongeren meer en meer een doe-het-zelfproces geworden. Waar voordien de volwassenen als rolmodel dienden werden dat juist groepen leeftijdgenoten. Zo ontstonden jeugdculturen die jongeren in staat stellen verschillende rollen aan te nemen en uit te proberen.
Muziek is een belangrijk identificatiemiddel voor jongeren. Het begin van jeugdcultuur wordt daarom weleens vastgesteld op 12 april 1954: die dag nam Bill Haley de plaat Rock around the clock op. Dit is het moment van een muzikale ommekeer: er ontstond een nieuwe muziek voor de jeugd, die de volwassenen provocerend in de oren klonk. In 1956 komt de film Rock around The clock uit, met daarin live-optredens van onder andere Bill Haley, the Platters en Tony Martinez. Na ernstige ongeregeldheden in Engeland (4 september 1956), sloeg ook in Nederland de vlam in de pan. Het was het begin van een jeugdculturele stroming die zich afzette tegen de wereld van de volwassenen.
In de jaren zestig leeft sterk het gevoel dat jeugdcultuur één ongedeelde groep is die ageert tegen de volwassen cultuur. Maar al heel snel versplintert de jeugdcultuur in diverse jeugdsubculturen.

## Jeugdsubculturen
1950-1970
- Artistiekelingen
- Nozems (Dijker) (ca. 1955-1970)
- Indorockers (ca. 1955-1970)
- Kikker

1970

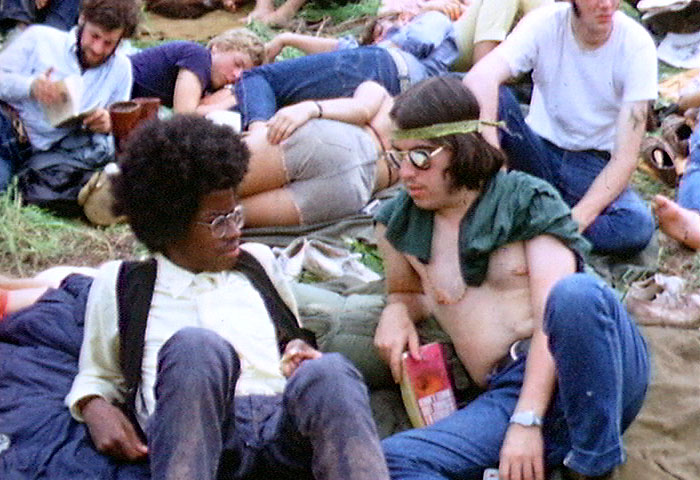
Hippies op het Woodstockfestival

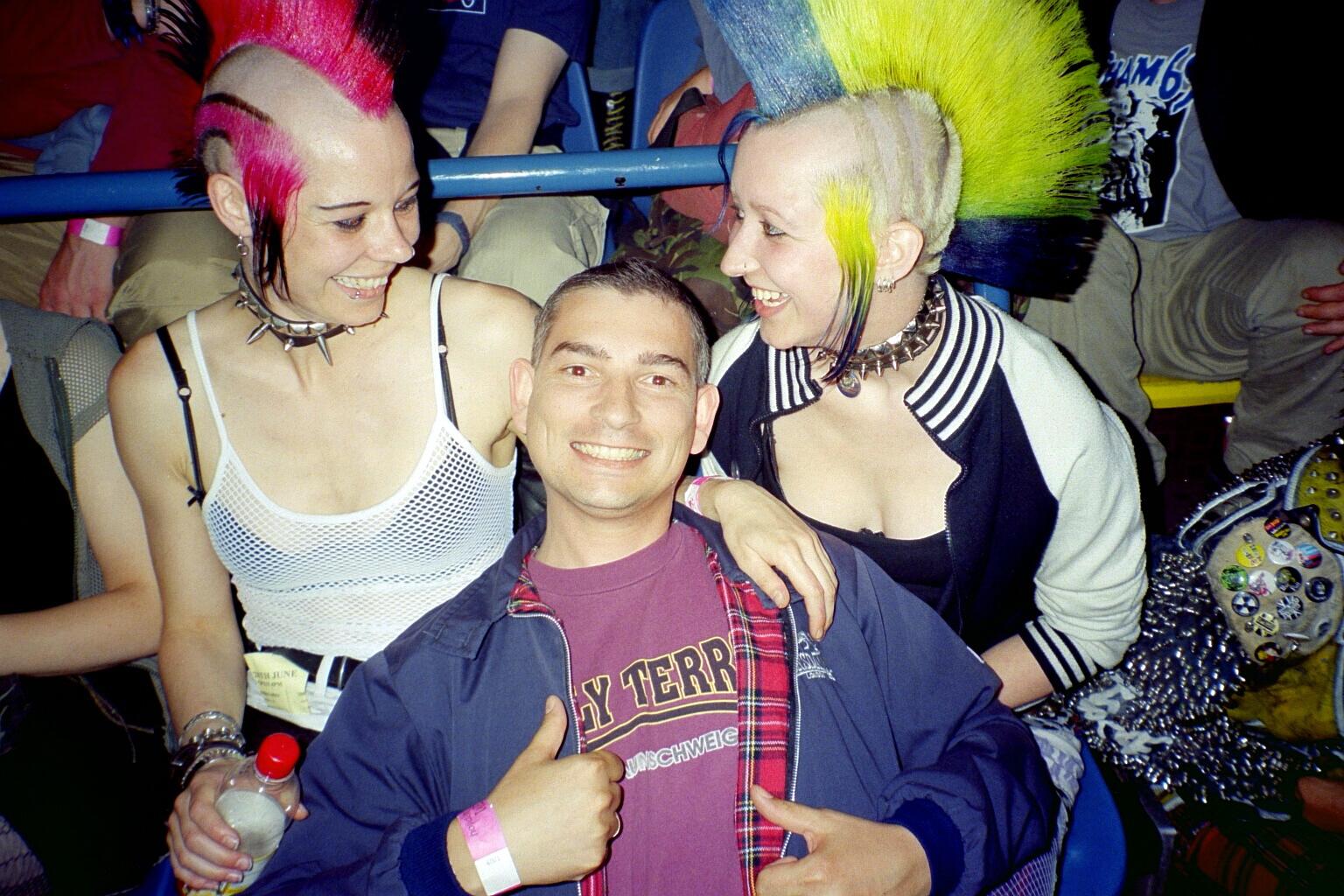
Twee punkers (links, rechts) en een skinhead

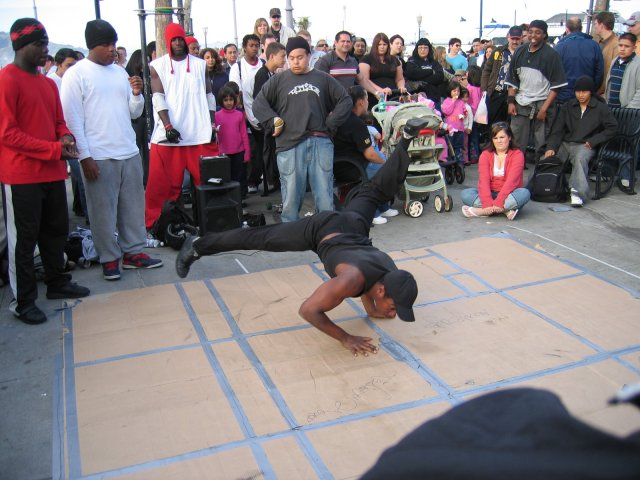
Hiphop-breakdancen

- Lolita (mogelijke wortels in de Otome-kei subcultuur)[1]
- Rasta (vanaf ca. 1970)
- Hardrock (vanaf ca. 1975)
- Metalheads (vanaf ca. 1978)
- Rockabilly (ca. 1977-1985)
- Disco (ca. 1975-1980)
- Punk (vanaf ca. 1975)
- New wave (ca. 1975-1980)

1980
- Lolita (sinds 1970, maar werd in 1980 populairder door de Japanse kawaii cultuur[2] en Dolly-kei die in de jaren '80 ontstond.[3] en werd in 1990 beter erkend[4])
- Crusty
- Hiphop (vanaf ca. 1980) met als belangrijk onderdeel de rap-muziek
- Gothic (vanaf ca. 1980) Gothic is nauw verwant met de New Wave-subcultuur, in het buitenland stond New Wave bekend als Gothic.
- Thrasher (ca. 1983)
- Straight edge (ca. 1985)
- Alto, alternatievelingen als eigentijdse variant van de hippiebeweging (vanaf ca. 1985)
- House (vanaf ca. 1985)

1990
- Lolita (Werd vanaf ca. 1990 internationaal herkend)
- Grunge (vanaf ca. 1990)
- Skate (vanaf ca. 1990)
- Gabber (vanaf ca. 1990)

2000
- Urban (vanaf ca. 2000)
- Emo's (vanaf ca. 2004) Niet te verwarren met de subcultuur 'Scene'.
- Jump (vanaf ca. 2004)
- Tecktonik (vanaf ca. 2005)